# Diversinervus paradisicus
Diversinervus paradisicus is een vliesvleugelig insect uit de familie Encyrtidae. De wetenschappelijke naam is voor het eerst geldig gepubliceerd in 1863 door Motschulsky.